# Penilní pletysmografie
Penilní pletysmografie (PPG) nebo též phaloplethysmographie či falopletysmografie nebo falometrie je měření objemových změn (tumescencí a detumescencí) penisu způsobených změnami jeho prokrvení v závislosti na sexuálně-erotických podnětech. Používá se v sexuologii jako pomocná metoda v diagnostice sexuální orientace, struktury a funkce sexuálně motivačního systému i poruch erekce. Diagnostický přístroj se nazývá penilní pletysmograf, falopletysmograf, falometr nebo sexuologický pletysmograf. Vulvometrie či vulvografie, obdobná metoda měřící změny prokrvení vulvy, byla zatím používána pouze experimentálně.
Slovo pletysmografie se v lékařství používá obecně pro vyšetřovací metody založené na záznamu změn velikosti orgánu při jeho funkci. Používá se například cévní pletysmografie, plicní pletysmografie atd. Název je odvozen od řeckého slova πληθυσμός (plethysmos), které označuje vzrůst, prodloužení, násobení nebo populaci, a to od slovesa πληθύνω (plethyno – přibývat, růst), resp. πλήθω (plétho – plnit se, zvětšovat se, natékat) a podstatného jména πληθύς (pléthus – dav, zástup, většina). Měřený orgán je v názvu metody a přístroje označován jako falus nebo jako penis.
Měřené hodnoty mohou být buď odečítány přímo z přístroje, nebo automaticky zapisovány do záznamu zvaného falogram, přičemž zápis může být buď analogový (fyzický zápis na otáčející se válec), nebo elektronický, který je možno propojit s programem pro zpracování a archivaci dat.

## Typy

### Freundův falometr
Hydropneumatický volumetrický (objemový) falometr (Freundův) měří přímo objem penisu pomocí vzduchotěsného válce s nafukovací manžetou u kořene penisu. Objemovou metodu měření vyvíjel Kurt Freund v 50. letech 20. století, poprvé jej použil v roce 1957, změny objemu penisu byly hydropneumaticky přenášeny na stupnici.
Přístroje jsou velmi citlivé, ale konstrukce snímačů je poměrně objemná.

### Hadravského falometr a obvodové falometry
Některé falometry měří pouze obvod (cirkumferenční falometry) nebo průměr penisu. Tato metoda měření byla vynalezena brzy po objemové metodě a je méně přesná, ale v praxi mnohem rozšířenější. Na slabinu měření obvodu či průměru poukázal v roce 1974 McConaghy, když upozornil, že u některých mužů se při zvětšování objemu penisu zároveň zmenšuje jeho obvod. Výhodou je, že snímač je nevelký a snadno se s ním manipuluje.
Snímač Hadravského falometru má podobu kleští s pružinou, které lehce svírají penis ze dvou stran, přičemž pohyb kleští vysouvá nebo zasouvá jádro elektromagnetické cívky.
Některé přístroje fungují na principu měření obvodu či průměru pomocí tenzometru.

### Figarův falometr
Elektrokapacitní falometr (Figarův) byl vynalezen roku 1980. Registruje změny objemu vzduchu jako dielektrika mezi penisem a vodivou spirálou. Výhodou je velká citlivost, nevýhodou je, že změny objemu vzduchu nekorespondují přesně se změnami prokrvení penisu a konstrukce snímačů jsou příliš objemné.

### Teplotní falometr
Teplotní falometrie vychází z předpokladu, že teplota penisu je přímo úměrná míře jeho prokrvení.

### Vulvometrie
Vulvometrie (obdoba falometrie při vyšetřování žen) se běžně nepoužívá, experimentuje se s využitím Figarovy elektrokapacitní metody a metody měření teploty.

## Diagnostika

### Podnětové sady
Typické vyšetření probíhá tak, že pacient má na penisu nasazen snímač a jsou mu promítány obrázky sestavené do takzvané podnětové sady. Podněty mohou být například obrázky osob různých věkových skupin a různého pohlaví v různých pozicích, vyobrazení různých aktivit, ale i obrázky, o nichž se předpokládá, že by měly být eroticky neutrální. To může být kombinováno též se slovní stimulací nebo destimulací nebo nahrazeno jinými druhy podnětů, například filmovými šoty, čtením příběhů atd. Trojan předpokládá pro diagnostiku volby objektu použití sady obrázků objektů v neutrální situaci, tj. ve stoji „en face“, obvykle nahých, s dostatečným počtem variant osob každé vývojové úrovně. Nejčastěji se používá promítání sady diapozitivů nebo sady snímků uložených na elektronickém nosiči. Ohledně kompozice podnětových sad nedošlo k unifikaci a standardizaci ani v národním, ani v mezinárodním měřítku takže data jsou mezi jednotlivými pracovišti nepřenosná a jen obtížně porovnatelná. V USA řada terapeutů upustila od užívání obrázků nahých osob, aby předešli obviněním z šíření pornografie a zneužívání klientů. Pro vyšetření jsou obvykle jednotlivé podněty zařazeny do kategorií podle pohlaví a věkové skupiny, popřípadě podle zobrazené situace, a to tak, aby v každé kategorii bylo několik variant. Za signifikantní se považuje shodná reakce na více podnětů patřících do téže kategorie. Doporučená doba expozice podnětu se u různých autorů liší, obvykle bývá mezi 5 a 60 sekundami.

### Elektrická stimulace nervů
Falometry určené k identifikaci kavernózních nervů penisu při operaci prostaty a k ověření jejich funkce měří objemové změny nikoliv v závislosti na smyslových podnětech, ale v závislosti na elektrické stimulaci těchto nervů.

### Měření GSR
Falometrické měření může být kombinováno s měřičem kožně-galvanických reflexů, resp. galvanického kožního odporu (GSR), fungujícím na principu takzvaného detektoru lži.
Zákmit GSR na počátku expozice podnětu svědčí o orientačním reflexu, tedy o pozornosti klienta. Měření se používá k vyhodnocení věrohodnosti spolupráce klienta. GSR se také mění při stresu a diskomfortu.

### Měření dechové frekvence
Měření dechové frekvence je dalším možným paralelním měřením. Změny dechové frekvence opět korespondují jak se sympatikotonickou aktivací při reakci penisu, tak s pocity ohrožení a strachu při expozici určitých objektů.

### Hodnocení falogramu
U prostého falometru bez záznamu se sledují maximální a minimální hodnoty tumescencí a jejich rozdíl.
Při použití falografu se posuzuje a porovnává především strmost křivky při nástupu tumescencí. Rychlá reakce může být vyhodnocena též jako příznak patologické sexuální agresivity. Rovněž je sledována doba trvání tumescence. Pokud jeden podnět vybudí tumescenci, která přetrvává, může další podnět způsobit detumescenci i tehdy, zobrazuje-li přitažlivou osobu, pokud jde o jinou osobu, než která předtím sexuálně-motivační systém vybudila. V křivce je třeba odišit tzv. artefakty, tj. změny způsobené například změnou polohy testované osoby, zakašláním a podobně. Vypovídací hodnota falogramu není slučitelná se stavem deprese, stresu nebo akutního zamilování.
Elektronické vyhodnocení dat umožňuje sofistikovanější statistické zpracování. Program dodávaný k americkému přístroji CAT 600A umožňuje vyhodnocovat pro jednotlivé podněty, kategorie podnětů i celou sadu například minima, maxima a střední reakce, plochy pod křivkou, standardní odchylky, skóry, doby nutné pro detumescenci.
Falogram může být značně ovlivněn předpodmiňováním penilních reakcí a názory a návyky testované osoby. Rychlost a typ penilní reakce je závislý i na inteligenci testované osoby. Liší se falogram osob, které určitou svou orientaci či reakci přijímají, a těch, které ji odmítají. Úleková reakce se projevuje detumescencí. Opakováním falometrie po několika měsících je vyhodnocovaná úspěšnost léčby, která se snaží o přepodmiňování.
Měření může být kombinováno s tím, že testovaná osoba při sledování podnětů vědomě hodnotí přitažlivost podnětů a zadává do systému například páčkou se stupnicí. To pomůže rozlišit uvědomované a neuvědomované reakce a tím usuzovat na míru náhledu a sebepřijetí testované osoby.

## Reliabilita a validita
Falometrické měření je v českém odborném prostředí obvykle považováno za pomocnou metodu, na níž samotné nelze nikdy postavit diagnózu. Hodnota je této formě vyšetření přikládána jen za podmínky, že vyšetření provádí a naměřené údaje vyhodnocuje zkušený odborník v kontextu s celou anamnézou.
Trojan uvádí, že PPG je velice uznávanou metodou zpřesnění diagnózy a nejpřesnějších a nejvalidnějších výsledků dosahuje při vyšetřování klientů s poruchou volby objektu a u motivovaného a kooperujícího klienta při použití kvalitní sady vizuálních objektů může přinést cenné informace týkající se struktury jeho sexuality.
Zejména u osob s příliš malými reakcemi může snadno být výsledek falešný. U osob deprimovaných trestním stíháním často nedochází k žádným hodnotitelným reakcím. Obecně je validita výsledků tím menší, čím menší je celková reaktivita.
Osoba schopná ovládat své fantazijní představy může své reakce simulovat nebo dissimulovat.
Americký manuál duševních poruch DSM-IV z roku 1994 konstatuje, že reliabilita a validita této metody nebyla dobře prokázaná a klinické zkušenosti svědčí o tom, že subjekt může odpověď simulovat manipulací mentálních obrazů.
Hanson a Bussière v roce 1998 publikovali metaanalýzu 61 vědeckých zpráv o predikci sexuálních útoků, zahrnující více než 40 000 případů. Zjistili, že ze všech známých metod byly falometrické odpovědi na zobrazení dětí sice nejpřesnějším prediktorem budoucích útoků, přesnost byla však stejně pouze 32%. Metaanalýza 73 studií z roku 2008 rovněž potvrdila, že falometrické reakce na děti byly vysoce efektivní technikou.

## Využití
Falometry se používají například v České republice, na Slovensku, ve Velké Británii, Norsku, Španělsku, Kanadě, Spojených státech amerických, Brazílii, Číně, Hongkongu a na Novém Zélandu,
V Československu byla falometrie od roku 1957 používána především k ověřování sexuální orientace u mužů, kteří usilovali o zproštění povinné vojenské služby z důvodu homosexuality, která tehdy byla považována za překážku. Do té doby byla homosexualita zpravidla diagnostikována jen psychoanalyticky a řada odborníků včetně Kurta Freunda se snažila ji léčit. Kurt Freund se na základě poznatků z falometrie stal jedním z prvních sexuologů, kteří začali léčbu homosexuality považovat za neetickou, a jeho výzkumy významně přispěly k tomu, že v Československu byla již v roce 1961 zrušena trestnost stejnopohlavního pohlavního styku. Později byla falometrie používána především k diagnostice pedofilie, ale i k diagnostice pachatelů sexuálních trestných činů.
Mezi světově nejvýznamnějším dodavateli falometrů jsou firmy Behavioral Technology Inc. a Medical Monitoring Systems. Pletysmograf určený pro operace prostaty je dodáván pod názvem CaverMap firmou Blue Torch Medical Technology, Inc.
Trojan v roce 2005 uváděl, že přístrojové vybavení českých sexodiagnostických laboratoří není na příliš vysoké úrovni a dominují analogové přístroje s kapacitou na úrovni 60. let, zatímco sofistikované aparáty s počítačovými programy jsou naprostou výjimkou, jednou z nich je americký přístroj CAT 600A užívaný v Trojanově laboratoři.

## Etické a právní problémy
Mezi základní etické problémy patří, že vyšetření je silně invazivním zásahem do intimity vyšetřovaných, a to jak fyzicky, tak tím, že použité podněty mohou zasahovat do mravních zásad vyšetřovaných či například do budoucna ovlivňovat jejich sexuální fantazie.
Další diskutovanou otázkou je legalita použitých obrázků zobrazujících děti, sexuální násilí atd.
V USA byla diskutována ústavnost nuceného použití PPG pro přijímání do služby v armádě.
Česká republika byla kritizována ze strany Agentury Evropské unie pro lidská práva, že nutila k falometrickému vyšetření osoby, které žádaly o azyl, protože v Íránu byly pronásledovány pro svou homosexualitu. Podle této agentury byla v roce 2010 Česká republika jediným státem Evropské unie, který využívá testování sexuálního vzrušení, což agentura považuje za porušení Úmluvy o ochraně lidských práv a základních svobod. V roce 2011 vydala Evropská komise prohlášení, v němž říká: „Praxe falometrických testů představuje silný zásah do osobního soukromého života a lidské důstojnosti. Tento způsob ponižujícího zacházení nemá být akceptován ani v Evropské unii ani nikde jinde.“ Ministerstvo vnitra ČR uvedlo, že za posledních deset let takto testovalo jen devět lidí, kteří chtěli získat azyl z důvodu homosexuality, a to s jejich písemným souhlasem. Česká praxe vyšla najevo před soudem v Německu, kde si na ni jeden z azylantů stěžoval. Ministr vnitra Radek John, do doby jehož působení žádný z případů nespadal, tuto metodu hájil s tím, že je humánnější než zamítnutí azylu. Řada českých úředníků hájících lidská práva však stanovisko agentury podpořila, někteří zpochybnili dobrovolnost a informovanost souhlasu.